# Campaner tricarunculat
La campaner tricarunculat (Procnias tricarunculatus) és un ocell de la família dels cotíngids (Cotingidae).

## Hàbitat i distribució
Viu a la selva pluvial de les terres altes de l'est d'Hondures, Nicaragua, Costa Rica i oest de Panamà.